# 刑事ガサ姫 -警視庁特命家宅捜索班-
『刑事ガサ姫 -警視庁特命家宅捜索班-』（けいじがさひめ けいしちょうとくめいかたくそうさくはん）は、2012年から2014年までテレビ東京・BSジャパン共同制作「水曜ミステリー9」で放送された刑事ドラマシリーズ。全3回。主演は戸田恵子。

## 登場人物

### 警視庁捜査一課特命捜査対策室第五係
通称：ガサ入れ班。主に家宅捜索を専門としている捜査班。
姫野瑶子
演 - 戸田恵子
警部。係長。ガサ入れで一チーム任されるようになり、通称「ガサ姫」と呼ばれる。聞き込みや張り込みは苦手で物証を探すことが生きがいとなっている。井上陽水の「夢の中へ」を歌いながら物証を見つけて犯人を仕留める。1年前に子連れの健夫と結婚。
竜崎昇
演 - 的場浩司
警部補。組織対策四課にいた事がある。娘がいる。クラゲが大の苦手である。
本宮明美
演 - misono
巡査。
坂本祐樹
演 - 岩永洋昭
巡査部長。
服部浩一郎
演 - 竜雷太
警部補。孫がいる。フランス語を得意とする。

### 姫野家
姫野健夫
演 - 黒田アーサー
瑶子の夫。ケニアに単身赴任していた（第1作）。
第2作では結婚記念日に家族でランチをしようとしていたり、瑶子へプレゼントを用意していた。
姫野由加里
演 - 荒井萌
瑶子の義理の娘。高校生。健夫の連れ子で、瑶子とは他人行儀な関係。

### その他
萩原洋介
演 - 木庭博光
警視庁刑事部鑑識課 警部。

### ゲスト
第1作「その物証必ず見つけ出します! エステサロンで起こる母娘骨肉の争い&連続殺人! どんな所に隠された物でも見つけ出す物探しのプロが暴く驚愕事実と哀しい結末」（2012年）
- 鳴瀬友美（ビューティークリニックナルセ 社長・雪枝の実娘だが、父と離婚した母を激しく憎む） - 遠野なぎこ
- 手塚雅也（友美の部下） - 宮川一朗太
- 中西令子 - 渚あき
- 木村和夫（恐喝の前科者） - 永倉大輔
- 杉崎佳子（不動産会社経営） - 山下裕子
- 郁恵（ナルセの客） - 佐藤由加理
- 田中春奈（区役所職員） - 井上佳子
- 中西孝（令子の夫） - 池口十兵衛
- 中西翔太（令子の息子） - 藤野大輝
- 刑事 - 大坊健太、中西哲也
- ビューティークリニックナルセ 社員 - 栗田萌
- エステサロンシロキ スタッフ - 番場祐海
- 防犯映像解析員 - 杉浦大介
- ワイドショーレポーター - 国保裕子
- 城木雪枝（エステサロンシロキ 社長・友美の実母） - 沢田亜矢子
- 出口高司

第2作「隠れた秘密必ず見つけます! 別れのワインが暴いた殺人トリックの謎!!」（2013年）
- 松田千香（高岡の元妻・ホームセンター「ヤサカ」従業員） - 遊井亮子
- 安城勇司（レストラン「プティ・ソレイユ」オーナーシェフ） - 小林隆
- 加藤康宏（むさしの国ワイナリー 従業員） - 賀集利樹
- 河瀬（水産業者） - 野添義弘
- 山口（強盗前科者） - 南周平
- 吉沢（ホームセンター「ヤサカ」店長） - やす（ずん）
- 交番の警察官 - つぶやきシロー
- 高岡克也（むさしの国ワイナリー 社長） - 田崎トシミ
- 島崎恭子（むさしの国ワイナリー 従業員） - 竹中里美
- 畑中（山梨県勝沼のワイナリー社長） - 加藤純平
- 桐谷芳樹（桐谷ワイナリー 社長・美津子の元夫・8年前 出火に巻き込まれて死亡） - 佐藤仁志
- 山梨県警 刑事 - 増田俊樹
- リポーター - 小泉麻耶
- 居酒屋店主 - 山本修
- 安城美津子（安城の妻・瑶子の交通課時代の同期） - 東ちづる

第3作「華麗な舞台の殺人! 嫉妬渦巻く女の裏側にガサ入れ! 証拠隠滅の意外な盲点とは!?」（2014年）
- 風間亜希子（アパレルメーカー「プリティーハート」ディレクター・越水の元妻） - 中山忍
- 門田武明（プリティーハート 副社長） - 岡田浩暉
- サミー原田（プロ歌手・サミー原田ボーカル教室 経営者） - ミッツ・マングローブ
- 松本春香（プリティーハート デザインアシスタント） - 南明奈
- 深沢多恵（プリティーハート チーフデザイナー） - 松尾れい子
- 青木紀明（花屋「グラン・フルール」店主） - 田中幸太朗
- 吉川正恵（葉月の母） - 水木薫
- 吉川葉月（5年前 留学先のパリで自殺） - 小原春香
- 越水瞳（越水と亜希子の娘・3年前病死） - 笹岡ひなり
- リポーター - 谷岡恵里子
- 友人 - 山下菜々子
- 客B - 相多愛
- モデル - 蔵歩実、松原奈帆子、室井理瑶子、ロンロン
- 越水輝夫（プリティーハート 社長） - 保阪尚希

## スタッフ
- 脚本 - 三上幸四郎、谷口純一郎
- 監督 - 藤尾隆
- 撮影 - 布川潤一
- VE - 樋口優介
- 撮影協力 - スリムビューティハウス、和光市役所
- 協力 - フォーチュン、フジアール、ビデオスタッフ、日本照明、富士映画
- プロデューサー - 森田昇（テレビ東京）、藤尾隆、山後勝英
- 制作 - テレビ東京、BSジャパン、テレパック

## 放送日程
| 話数 | 放送日        | サブタイトル | 脚本                  | 監督   |
| ---- | ------------- | --- | --------------------- | ------ |
| 1    | 2012年8月01日 | その物証必ず見つけ出します! エステサロンで起こる母娘骨肉の争い&連続殺人! どんな所に隠された物でも見つけ出す物探しのプロが暴く驚愕事実と哀しい結末 | 三上幸四郎            | 藤尾隆 |
| 2    | 2013年5月08日 | 隠れた秘密必ず見つけます! 別れのワインが暴いた殺人トリックの謎!!                                                                                  | 三上幸四郎            | 藤尾隆 |
| 3    | 2014年6月11日 | 華麗な舞台の殺人! 嫉妬渦巻く女の裏側にガサ入れ! 証拠隠滅の意外な盲点とは!?                                                                        | 三上幸四郎 谷口純一郎 | 藤尾隆 |

## 遅れネット
- 山陰放送では、第2作を2013年7月5日の13:55〜15:50の「BSSアフタヌーンセレクト」枠で放送された。